# 8 ديسمبر
- السبت
- الأحد
- الاثنين
- الثلاثاء
- الأربعاء
- الخميس
- الجمعة

- 298 جمادى الآخرة 1447  هـ
- 309 جمادى الآخرة 1447  هـ
- 110 جمادى الآخرة 1447  هـ
- 211 جمادى الآخرة 1447  هـ
- 312 جمادى الآخرة 1447  هـ
- 413 جمادى الآخرة 1447  هـ
- 514 جمادى الآخرة 1447  هـ
- 615 جمادى الآخرة 1447  هـ
- 716 جمادى الآخرة 1447  هـ
- 817 جمادى الآخرة 1447  هـ
- 918 جمادى الآخرة 1447  هـ
- 1019 جمادى الآخرة 1447  هـ
- 1120 جمادى الآخرة 1447  هـ
- 1221 جمادى الآخرة 1447  هـ
- 1322 جمادى الآخرة 1447  هـ
- 1423 جمادى الآخرة 1447  هـ
- 1524 جمادى الآخرة 1447  هـ
- 1625 جمادى الآخرة 1447  هـ
- 1726 جمادى الآخرة 1447  هـ
- 1827 جمادى الآخرة 1447  هـ
- 1928 جمادى الآخرة 1447  هـ
- 2029 جمادى الآخرة 1447  هـ
- 211 رجب 1447  هـ
- 222 رجب 1447  هـ
- 233 رجب 1447  هـ
- 244 رجب 1447  هـ
- 255 رجب 1447  هـ
- 266 رجب 1447  هـ
- 277 رجب 1447  هـ
- 288 رجب 1447  هـ
- 299 رجب 1447  هـ
- 3010 رجب 1447  هـ
- 3111 رجب 1447  هـ
- 112 رجب 1447  هـ
- 213 رجب 1447  هـ

8 ديسمبر أو 8 كانون الأوَّل أو يوم 8\12 (اليوم الثامن من الشهر الثاني عشر) هو اليوم الثاني والأربعين بعد الثلاثمائة (342) من السنة، أو الثالث والأربعين بعد الثلاثمائة (343) في السنوات الكبيسة، وفقًا للتقويم الميلادي الغربي (الغريغوري). يبقى بعده 23 يومًا على انتهاء السنة.

## أحداث
- 1714 - الدولة العثمانية تعلن الحرب على جمهورية البندقية.
- 1941 - الولايات المتحدة تدخل الحرب العالمية الثانية إلى جانب قوات الحلفاء بعد الهجوم على بيرل هاربر.
- 1947 - اللجنة السياسية لجامعة الدول العربية تعقد اجتماعًا حضره رؤساء حكومات الدول العربية وذلك لإحباط قرار تقسيم فلسطين والحيلولة دون قيام دولة إسرائيل.
- 1949 - تأسيس وكالة الأمم المتحدة لإغاثة وتشغيل اللاجئين الفلسطينيين (الأونروا).
- 1952 - الاضطرابات تعم الدار البيضاء بسبب مقتل مؤسس الاتحاد العام التونسي للشغل فرحات حشاد.
- 1958 - صدور العدد الأول من مجلة العربي في الكويت والتي يرأس تحريرها الدكتور أحمد زكي.
- 1966 - الولايات المتحدة والاتحاد السوفيتي يوقعان معاهدة حظر تجارب الأسلحة النووية في الفضاء الخارجي.
- 1969 - سوريا تصادر ممتلكات شركة نفط العراق.
- 1972 - تفجير قنبلة في منزل المناضل الفلسطيني محمود الهمشري بواسطة الموساد وذلك بأوامر مباشرة من جولدا مائير.
- 1980 - اغتيال المغني الإنجليزي جون لينون في نيويورك على يد شخص مختل عقليًا يدعى «مارك شابمان».
- 1987 -
  - شاحنة إسرائيلية تدهس سيارة يركبها عمال فلسطينيون من جباليا متوقفة في محطة وقود، مما أودى بحياة أربعة أشخاص وجرح آخرين، وأدت الحادثة لاندلاع الانتفاضة الفلسطينية الأولى.
  - الرئيسان الأميركي رونالد ريغان والسوفيتي ميخائيل غورباتشوف يوقعان في واشنطن اتفاقية إزالة الصواريخ المتوسطة المدى المركزة في أوروبا.
- 1991 - تأسيس اتحاد الدول المستقلة والتي جمعت الدول الخمسة عشر المستقلة عن الاتحاد السوفيتي.
- 2007 - مقتل المخرج العراقي عدنان إبراهيم بعد طعنه في رقبته أمام مكتبه في العاصمة السورية دمشق.
- 2009 - مجلس الأمة الكويتي يناقش الاستجواب المقدم من النائب فيصل المسلم بحق رئيس مجلس الوزراء الشيخ ناصر المحمد الأحمد الصباح، وهي المرة الأولى في الكويت يستجوب بها رئيس الحكومة، وقد انتهى الاستجواب بتقديم طلب من 10 نواب بعدم التعاون مع رئيس الحكومة.
- 2011 - رئيس المجلس الأعلى للقوات المسلحة الحاكم في مصر المشير محمد حسين طنطاوي يصدر قرارًا بتشكيل مجلس استشاري تكون مهمته معاونة المجلس الأعلى وإبداء المشورة في الفترة الانتقالية وحتى إتمام نقل السلطة لحكومة مدنية ورئيس منتخبين.
- 2021 -
  - مقتل رئيس أركان الدفاع الهندي بيبين روات و12 آخرين في حادث تحطم مروحية.
  - تشكيل الحكومة الائتلافية الجديدة في ألمانيا بقيادة المستشار أولاف شولتس.
- 2022 - الانتخابات العامة المبكرة في دومينيكا تُسفر عن فوز حزب العمل الحاكم بأغلبية المقاعد.
- 2024 -
  - قوَّات المعارضة السورية تسيطر على دمشق بعد سلسلةٍ من العمليات العسكرية، منهيةً بذلك حكم آل الأسد بعد ثلاثةٍ وخمسين سنة من صعودهم.
  - إسرائيل تطلق عملية لاحتلال المنطقة العازلة في محافظة القنيطرة السورية، وتشن عشرات الضربات الجوية بهدف تدمير القدرات الاستراتيجية للقوات المسلحة السورية.

## مواليد
- 65 ق.م. - هوراس، شاعر روماني.
- 1542 - ماري ستيوارت، ملكة اسكتلندا.
- 1708 - فرانسيس الأول، إمبراطور الرومانية المقدسة.
- 1730 - يان إينخنهاوسز، عالم نبات هولندي.
- 1832 - بيورنستيارنه بيورنسون، كاتب نرويجي حاصل على جائزة نوبل في الأدب عام 1903.
- 1865 - جان سيبيليوس، موسيقي فنلندي.
- 1885 - روكز أبو ناضر، سياسي ومحام لبناني.
- 1934 - موسى كمال، عالم هندسة كيميائية فلسطيني كندي.
- 1936 - ديفيد كارادين، ممثل أمريكي.
- 1938 - غسان مطر، ممثل فلسطيني.
- 1941 - جيوف هورست، لاعب كرة قدم إنجليزي.
- 1944 - شارملا طاغور، ممثلة هندية.
- 1946 - محمود قابيل، ممثل مصري.
- 1947 - توماس تشيك، عالم كيمياء أمريكي حاصل على جائزة نوبل في الكيمياء عام 1989.
- 1951 - أحمد الحمود الجابر الصباح، سياسي كويتي.
- 1952 - عباس النوري، ممثل سوري.
- 1953 - كيم باسنجر، ممثلة أمريكية.
- 1955 - زينب العسال، كاتبة مصرية.
- 1960 - عبلة كامل، ممثلة مصرية.
- 1961 - آن كولتر، إعلامية أمريكية.
- 1963 - براين مككلير، لاعب ومدرب كرة قدم اسكتلندي.
- 1964 - تيري هاتشر، ممثلة أمريكية.
- 1966 - ريم بنا، مغنية وملحنة فلسطينية.
- 1967 -
  - كوتونو ميتسويشي، ممثلة أداء صوتي يابانية.
  - ماهر الأسد، قائد عسكري سوري، وشقيق الرئيس بشار الأسد.
- 1976 - دومينيك موناغان، ممثل إنجليزي.
- 1978 -
  - إيان سومرهالدر، ممثل أمريكي.
  - جون أوستر، لاعب كرة قدم ويلزي.
  - فريدريك بيكيون، لاعب كرة قدم فرنسي.
- 1979 - كريستيان فيلهلمسون، لاعب كرة قدم سويدي.
- 1981 -
  - مي كساب، مغنية وممثلة مصرية.
  - عذراء أكين، ممثلة تركية.
- 1982 -
  - حميد وخليل ألتينتوب، لاعبا كرة قدم تركيان.
  - نيكي ميناج، مغنية أمريكية.
- 1984 -
  - كريغ هالفورد، لاعب كرة قدم إنجليزي.
  - بدر هاري، بطل كيك بوكسينغ مغربي-هولندي.
- 1993 - آناصوفيا روب، ممثلة أمريكية.
- 1994 - رحيم ستيرلينغ، لاعب كرة قدم إنجليزي.
- 1998 - مي الغيطي، ممثلة مصرية.

## وفيات
- 899 - أرنولف الكارينثي، ملكً كارولنجي من فرانسيا الشرقية.
- 940 - أبو العباس محمد الراضي بالله، خليفة عباسي.
- 1831 - جيمس هوبان، مهندس أمريكي، وهو مصمم البيت الأبيض.
- 1885 - أنطون الصقال، شاعر وكاتب حلبي عثماني.
- 1897 - المهدي العباسي، عالم مسلم مصري تولى مشيخة الجامع الأزهر.
- 1922 - أمين أبو خاطر، طبيب وكاتب لبناني.
- 1978 - جولدا مائير، رئيسة وزراء إسرائيل.
- 1965 - عبد الله بن سليمان المزروع، كاتب ومسؤول حكومي سعودي.
- 1980 - جون لينون، مغني إنجليزي.
- 1982 - مارتي روبينز، مغني أمريكي.
- 2007 - عدنان إبراهيم، مخرج عراقي.
- 2012 - فيصل بن سعود بن عبد العزيز آل سعود، أمير سعودي.
- 2015 - ميرفت سعيد، ممثلة مصرية.
- 2021 - بيبين روات، قائد عسكري هندي.
- 2024 - عبدالله المزيني، ممثل سعودي.

## أعياد ومناسبات
- يوم الدستور في رومانيا.
- عيد الأم في بنما.
- عيد سيدة الحبل بلا دنس في الكنيسة الكاثوليكية.
- يوم بودهي في البوذية.
- عيد الأضواء في فرنسا.

## وصلات خارجية
- وكالة الأنباء القطريَّة: حدث في مثل هذا اليوم.
- أرشيف مصر: حدث في مثل هذا اليوم.
- BBC: حدث في مثل هذا اليوم.